# Кріс Ньютон
Кріс Ньютон  (англ. Chris Newton; 29 вересня 1978) — британський велогонщик, олімпійський медаліст.

## Виступи на Олімпіадах
| Олімпіада    | Дисципліна                                 | Місце |
| ------------ | ------------------------------------------ | ----- |
| Атланта 1996 | Командна гонка переслідування, 4000 метрів | 10    |
| Сідней 2000  | Командна гонка переслідування, 4000 метрів | 3     |
| Афіни 2004   | Командна гонка переслідування, 4000 метрів | 2     |
| Афіни 2004   | Очкова гонка                               | AC    |
| Пекін 2008   | Очкова гонка                               | 3     |